# Heinrich August Ludwig Wiggers

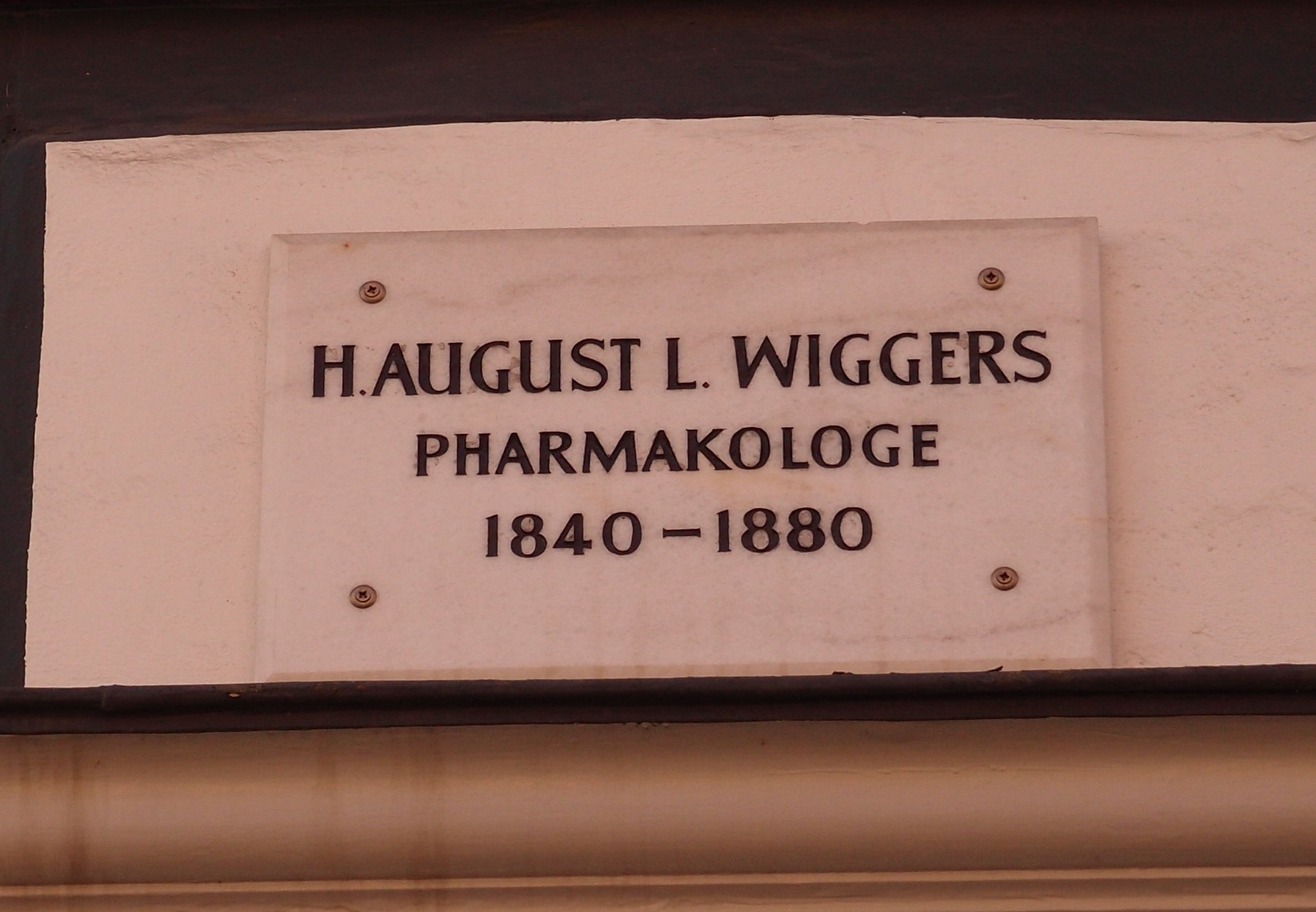
Placa em memória do farmacologista e botânico Heinrich Ludwig August Wiggers (1803-1880) em sua casa em Göttingen, Kurze Straße 17

Heinrich August Ludwig Wiggers (Altenhagen, Hanôver , 12 de junho de 1803 – Göttingen , 13 de fevereiro de 1880) foi um botânico alemão.

## Biografia
Wiggers obteve seu título de doutor em filosofia em  Göttingen, em 1835. Foi farmacêutico de 1816 a 1827. Assumiu o cargo de  assistente no laboratório de química de Göttingen, primeiro sob a direção de  Friedrich Stromeyer (1776-1835) e depois sob a direção de  Friedrich Wöhler (1800-1882), função que ocupou de  1828 até 1849. Além disso, foi professor privatdozent em 1837 e, a partir de 1848, professor extraordinário de farmácia na Universidade. De 1836 a 1850,  foi inspetor-geral das farmácias de Hanôver.